# Eupholidoptera uvarovi
Eupholidoptera uvarovi är en insektsart som först beskrevs av Karabag 1952.  Eupholidoptera uvarovi ingår i släktet Eupholidoptera och familjen vårtbitare. Inga underarter finns listade i Catalogue of Life.